# Pralognan-la-Vanoise
 Pralognan-la-Vanoise  es una población y comuna francesa, en la región de Ródano-Alpes, departamento de Saboya, en el distrito de Albertville y cantón de Bozel.

## Enlaces externos

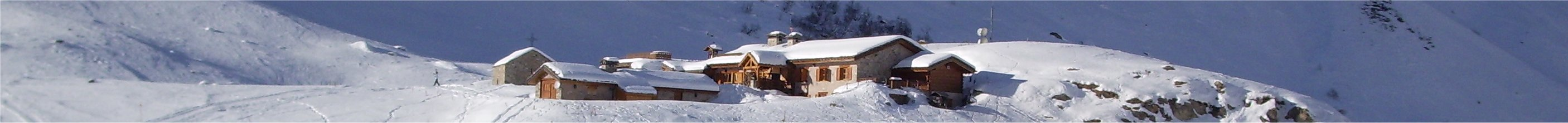
Refugio de Roc de la Pêche

## Demografía
| 525 | 566 | 569 | 634 | 667 | 756 |
| Para los censos de 1962 a 1999 la población legal corresponde a la población sin duplicidades (Fuente: INSEE [Consultar]) |     |     |     |     |     |